# Språkförsvaret
Språkförsvaret är ett partipolitiskt obundet nätverk som bildades 2005, och som arbetar för att stärka det svenska språket och motverka domänförluster (då ett språk upphör att användas inom ett område). Språkförsvaret inser engelskans gångbarhet som främmande språk, men menar att engelskans nuvarande ställning som världsspråk på sikt hotar andra språks fortlevnad, däribland svenskans.

## Bakgrund
Per-Åke Lindblom, gymnasielärare i svenska, startade hemsidan Språkförsvaret år 2002. Han fick via hemsidan kontakt med andra intresserade, och år 2005 grundades nätverket Språkförsvaret. Nätverket har sedan dess anordnat seminarier och debattmöten, och medlemmarna driver hemsidan tillsammans.

## Verksamhet
Språkförsvaret anser att mångspråkighet har ett värde i sig, och att svenskan i Sverige numera aktivt måste försvaras på ett helt annat sätt än tidigare i och med EU-medlemskapet och den ökande internationaliseringen.
Språkförsvaret har utarbetat ett eget utkast till språklag i Sverige liksom en rad andra dokument, bland annat om språkpolitiken inom högskolan, den nordiska språkgemenskapen, och nätverket fungerade även som remissinstans när den nya språklagen utarbetades. 
Nätverket har regelbundet anordnat debattmöten och seminarier. Svenska språkets ställning diskuterades vid såväl ett seminarium 2005 som ett debattmöte 2007; svenskans ställning i utbildningssystemet avhandlades vid ett seminarium 2008. Hösten 2009 genomfördes tre seminarier: om svenskans ställning i EU, den nordiska språkgemenskapen och svenskan i Finland. Våren 2010 arrangerades ett seminarium om reklam på engelska i Sverige.
Sedan den nya språklagen trädde i kraft den 1 juli 2009 har nätverket aktivt arbetat med att få den nya lagen att tillämpas inom så många samhällsområden som möjligt. Samtidigt har Språkförsvaret prövat den nya språklagens räckvidd genom en serie JO-anmälningar, bland annat mot regeringens engelskspråkiga e-postadresser, som senare tillstyrktes av JO. JO fastslog även 2011 att ett svenskt universitet inte kan kräva att ansökningar om befordran skall vara skrivna på engelska.